# Mark Van den Wijngaert
Mark Van den Wijngaert (Hoboken, 2 maart 1940) is een Belgisch emeritus hoogleraar Hedendaagse Geschiedenis aan de Katholieke Universiteit Leuven (Campus Brussel).

## Biografie
Hij doorliep Grieks-Latijnse humaniora aan het Onze-Lieve-Vrouwecollege te Antwerpen. Als licentiaat Geschiedenis gaf hij les aan diverse middelbare scholen, werkte hij van 1965 tot 1969 als wetenschappelijk navorser van het Fonds voor Collectief Wetenschappelijk Onderzoek aan het project De Belgische staat tijdens de Duitse bezetting (1940-1944). Tijdens het academiejaar 1968-1969 was hij als wetenschappelijk medewerker deeltijds verbonden aan het Instituut voor Sociale en Economische Geschiedenis van de Radboud Universiteit in Nijmegen. Van 1970 tot 2005 was hij als redacteur en later als revisor werkzaam in de Dienst Verslaggeving van de Belgische Senaat.
Voor zijn doctoraal proefschrift Het bestuur van de Secretarissen-generaal in België tijdens de Duitse bezetting (1940-1944) (KU Leuven, 1973) werd hij uitgeroepen tot laureaat van de Koninklijke Academie voor Wetenschappen, Letteren en Schone Kunsten van België. Van 1973 tot 1979 doceerde hij Hedendaagse Geschiedenis en Geschiedenis van de internationale betrekkingen aan de Vlaamse Economische Hogeschool te Brussel. Van 1978 tot 2010 was hij verbonden aan de Universitaire Faculteiten Sint-Aloysius, die later de naam aannamen van KUBrussel, HUBrussel en KU Leuven (campus Brussel). Hij doceerde er Geschiedenis van de Nieuwste Tijd, Oefeningen Vraagstukken Geschiedenis, Geschiedenis van de Moderne Samenleving, Geschiedenis van België en Politieke Geschiedenis en was er voorzitter van de Vakgroep Hedendaagse Geschiedenis. In het raam van die vakgroep verzorgde hij diverse bijscholingscycli voor leraren Geschiedenis en Maatschappelijke Vorming en organiseerde hij de didactische tentoonstellingen Schoollopen in oorlogstijd. Het dagelijks leven van middelbare scholieren tijdens de Duitse bezetting (1988) en Oost West West Best. De impact van de Koude Oorlog op de Belgische samenleving (1997).
Van 1985 tot 1995 was hij coördinator van de Belgische bijdrage voor de internationale werkgroep Modern Europe after Fascism, 1945-1980, opgezet door professor Stein Ugelvik van de universiteit van Bergen (Noorwegen). Van 1986 tot 1993 was hij lid van de Wetenschappelijke Commissie voor de Geschiedenis van de Tweede Wereldoorlog bij de Instructieve Omroep van de Belgische Radio en Televisie (BRT). Hij nam in 1989 aan de Bar-Ilan universiteit van Tel Aviv deel aan het Belgisch-Israëlisch Colloquium The Holocaust in Belgium. Hij maakte in 1989 deel uit van de Groupe de Ressources die de uitzendingen Jours de Guerre van de Radio Télévision Belge (RTB) begeleidde. Hij was van 1992 tot 2002 lid van het wetenschappelijk comité van het Navorsings- en Studiecentrum voor de Geschiedenis van de Tweede Wereldoorlog. In 1992 realiseerde hij in opdracht van de Instructieve Omroep van de BRT in samenwerking met Ria Van Alboom en Sabine Deboosere zes televisie-uitzendingen en vijf radioprogramma’s Monarchie en Macht. België en zijn koningen. Hij gaf aan het Siena College van de New York State University gastcolleges in het raam van de World War II Conference 1943-1993. A 50-Year Perspective. Van 1996 tot 1999 was hij coördinator van de Werkgroep Geschiedenis van de Senaat. Hij gaf van 1998 tot 2005 diverse gastcolleges aan de Faculteit Educatieve Opleidingen van de Katholieke Universiteit van Tilburg. Hij maakte van 2004 tot 2009 deel uit van het redactiecomité voor de reeks Nouvelle Histoire de Belgique – Nieuwe Geschiedenis van België. Van 2005 tot 2009 was hij wetenschappelijk raadgever aan het Memoriaal van Breendonk. Op 20 april 2010 gaf hij zijn afscheidscollege Hedendaagse Geschiedenis. De onvoltooid verleden tijd.

## Publicaties
- Het beleid van het Comité van de Secretarissen-generaal in België tijdens de Duitse bezetting, 1940-1944, Brussel, Koninklijke Academie voor Wetenschappen, Letteren en Schone Kunsten van België, 1975.
- Ontstaan en stichting van de CVP-PSC. De lange weg naar het Kerstprogramma, Antwerpen-Amsterdam, De Nederlandsche Boekhandel, 1976.
- (met E. Panneels) Het Verdrag van Londen (19 april 1839), Brussel, Vlaamse Economische Hogeschool, 1979.
- Nood breekt wet. Economische collaboratie of accommodatie. Het beleid van Alexandre Galopin, gouverneur van de Société Générale, tijdens de Duitse bezetting (1940-1944), Tielt, Lannoo, 1990.
- (E. Gerard, M. Van den Wijngaert e.a.) Tussen staat en maatschappij. Christendemocratie in België, Tielt, Lannoo, 1995.
- (met N. Jacquemin) O Dierbaar België. Ontstaan en structuur van de federale staat, Antwerpen-Baarn, Hadewych, 1996.
- (onder leiding van M. Van den Wijngaert) Oost West West Best. België onder de Koude Oorlog (1947-1989), Tielt, Lannoo, 1997.
- (met F. Maerten en F. Selleslagh) Entre la peste et le choléra. Vie et attitudes des catholiques belges sous l’occupation, Gerpinnes, Quorum, 1999.
- (onder leiding van M. Van den Wijngaert) België een land in crisis (1913-1950), Antwerpen, Standaarduitgeverij, 2006.
- (met V. Dujardin) België zonder koning 1940-1950. De 10 jaar dat België geen koning had, Tielt, Lannoo, 2006.
- (onder leiding van M. Dumoulin, E. Gerard, M. Van den Wijngaert en V. Dujardin) Nouvelle histoire de Belgique, Brussel, Complexe, 2006. – Nieuwe Geschiedenis van België, Tielt, Lannoo, 2009.
- (onder leiding van M. Van den Wijngaert) Democratisering in België. Een verhaal zonder einde, Antwerpen, Standaarduitgeverij, 2007.
- (met H. De Prins) Oost tegen West – Noord tegen Zuid. De wereldgeschiedenis vanaf 1950, Antwerpen-Apeldoorn, Garant, 2008.
- (met G. Tegenbos) Eén administratie voor de Vlamingen 1983-2008, Brussel, Vlaamse Overheid, 2009.
- (onder leiding van M. Van den Wijngaert) Van een unitair naar een federaal België. 40 jaar beleidsvorming in gemeenschappen en gewesten (1971-2011), Brussel, Vlaams Parlement en Academic and Scientific Publishers (ASP), 2011.
- (met D. Roden en T. Jorissen) De gevangenen van Breendonk. Les prisonniers de Breendonk. 1940-1944. Gedenkboek. Livre mémorial, Brussel, Defensie-La Défense-Breendonk Memorial, 2012.
- Albert II. De biografie. Zijn leven, zijn betekenis, Gent, Borgerhoff & Lamberigts, 2013.
- (met B. Balfoort, L. Beullens en M. Verleyen) Van Louise-Marie tot Mathilde. De koninginnen van België, Antwerpen, Houtekiet, 2014.
- (onder leiding van M. Van den Wijngaert) België tijdens de Tweede Wereldoorlog, Antwerpen, Manteau, 2015.
- (onder leiding van V. Laureys, M. Van den Wijngaert en J. Velaers) De Belgische Senaat: een geschiedenis. Instelling in verandering, Tielt, Lannoo, 2016.
- Tegen de stroom in. Leopold III. Zijn leven, zijn betekenis, Antwerpen, Manteau, 2017.
- (met E. Gerard) Boudewijn. Koning met een missie, Antwerpen, Davidsfonds, 2018.
- (met M. Michiels) Het XXste Transport naar Auschwitz. De ongelijke strijd op leven en dood, Antwerpen, Davidsfonds, 2019.
- (met P. Nefors, D. Roden, T. Jorissen en O. Van der Wilt) Beulen van Breendonk. Schuld en boete, Antwerpen, Davidsfonds, 2019.
- Koning Filip 60. Mensen verbinden in een verdeelde staat, Gent, Borgerhoff & Lamberigts, 2020.
- België en zijn koningen. Van macht naar invloed, Antwerpen, Manteau, 2021.

- Gemeinsame Normdatei: 121745252
- International Standard Name Identifier: 0000 0000 7821 8115
- Library of Congress Control Number: n86098155
- Nationale Bibliotheek van Tsjechië: jo2014825160
- Nationale Bibliotheek van Israël: 987007271331705171
- Nederlandse Thesaurus van Auteursnamen: 071127666
- Istituto Centrale per il Catalogo Unico: UBOV939521
- Système universitaire de documentation: 086094785
- Virtual International Authority File: 79131051
- WorldCat: E39PBJvXdTFDT7MdmvXd6fyGHC